# Viguesa de Transportes

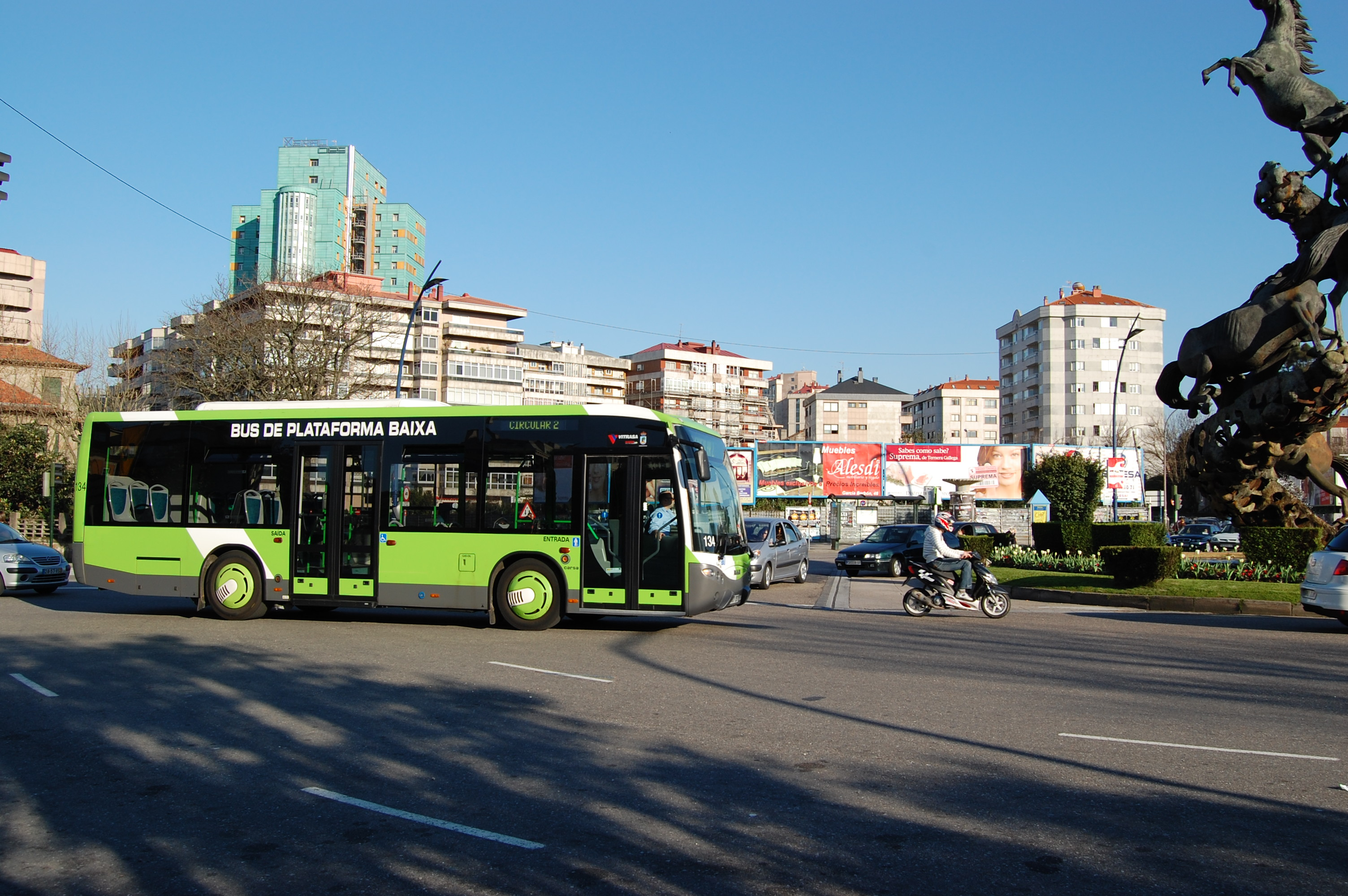
Autobús de Vitrasa, de la línia C2, circulant per Praza de España.

Viguesa de Transportes, S.L., més coneguda com a Vitrasa, és una empresa de transports gallega, responsable del transport públic urbà de la ciutat de Vigo, en règim de concessió municipal, des de l'any 1968.
A més, explota en règim de concessió autonòmica, dues línies, les que realitzen els recorreguts entre l'Alto da Encarnación i Vigo, i Santo Estevo de Negros i Bouzas (línies C3 i 28, respectivament). Per tant, presta servei als municipis de Vigo i Redondela (parròquies de Chapela, Vilar de Infesta, Cabeiro i Negros).
L'any 2011 tenia una flota de 121 autobusos cobrint el recorregut de 38 línies. En la cultura popular viguesa, Vitrasa s'ha convertit en sinònim d'autobús.